# بيلي كينارد
بيلي كينارد (بالإنجليزية: Billy Kinard)‏ هو لاعب كرة قدم أمريكية أمريكي، ولد في 16 ديسمبر 1933 في جاكسون في الولايات المتحدة، وتوفي في 30 يونيو 2018 في فورت باين في الولايات المتحدة.

## وصلات خارجية
- بيلي كينارد على موقع مرجع كرة القدم المحترفة.كوم (الإنجليزية)